# Samwel Babajan

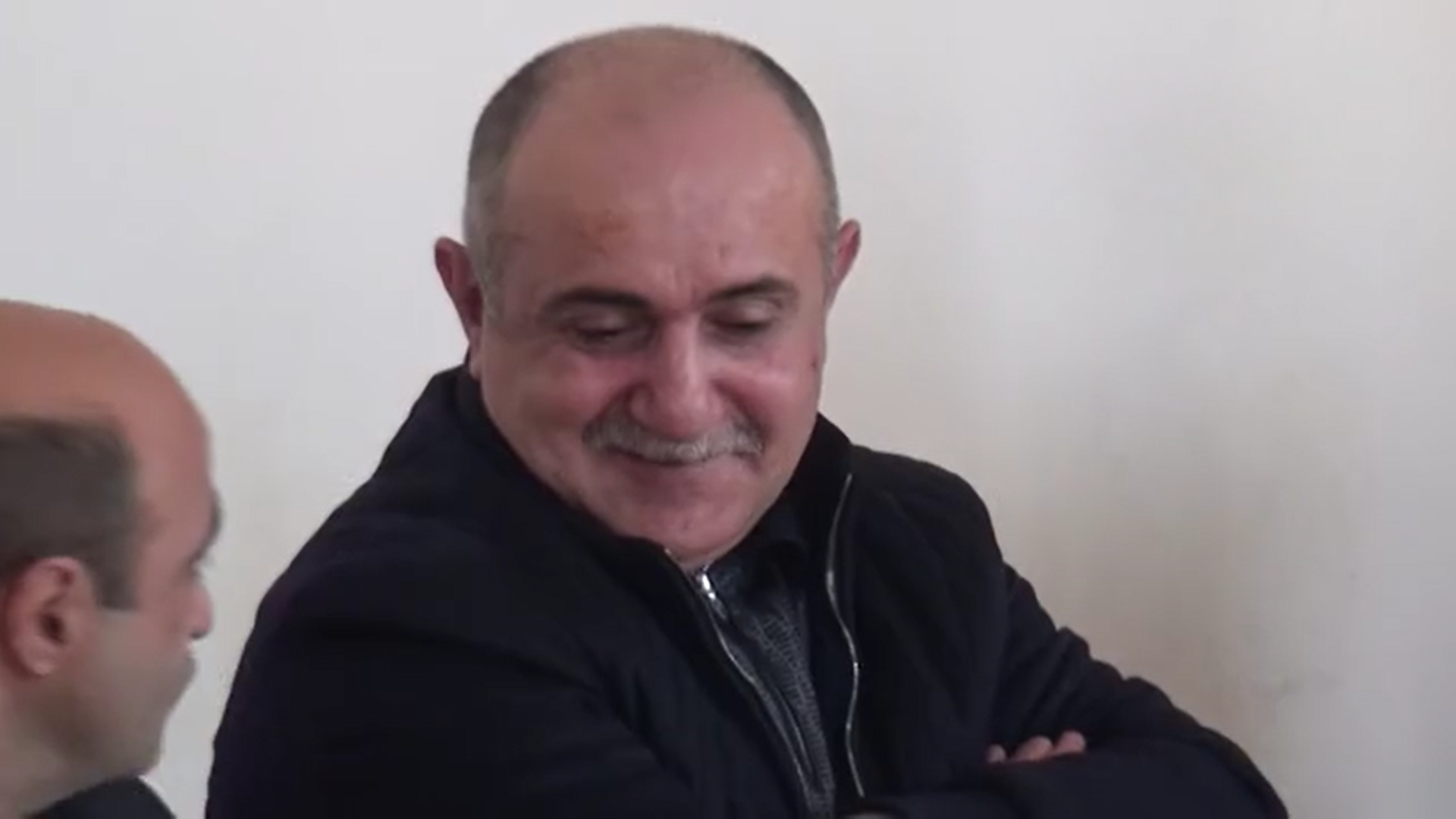
Samwel Babajan, 2017

Samwel Babajan (Armenisch: Սամվել Բաբայան; * 5. März 1965 in Stepanakert, Autonomes Gebiet Berg-Karabach, Aserbaidschanische Sozialistische Sowjetrepublik) ist ein ehemaliger armenischer Militärkommandant und Politiker, der sich am Berg-Karabach Krieg Anfang der 1990er Jahre beteiligt hat. Nach dem Krieg diente er bis Ende 1999 als Verteidigungsminister der international nicht anerkannten „Republik Bergkarabach“. In dieser Zeit stieg Babajan zum mächtigsten Mann innerhalb des Karabacher Machtzirkels auf, der großen Einfluss auf die Regierung hatte und die Wirtschaft kontrollierte.

## Biographie
Babajan erwarb seinen mittleren Schulabschluss im Jahr 1982. Von 1983 bis 1985 leistete er seinen Militärdienst in der Deutschen Demokratischen Republik.
Mit der Verschärfung der armenisch-aserbaidschanischen Auseinandersetzungen in der Berg-Karabach Region schloss sich Babajan 1988 einer der freiwilligen Selbstverteidigungseinheiten aus Stepanakert an, zu deren Anführer er 1989 aufrückte. Während der aserbaidschanischen Operation „Ring“, bei der mehrere armenische Dörfer Bergkarabachs ethnisch gesäubert und besetzt wurden, wurde Babayan im Juni 1991 beim Versuch das Dorf Chandsadsor (Ağcakənd) zu befreien von der aserbaidschanischen Seite festgenommen und verbrachte mehr als ein halbes Jahr im Gefängnis in Baku.
Die von ihm befehligte freiwillige Einheit spielte eine entscheidende Rolle bei der Annexion der aserbaidschanischen Städte Şuşa und Laçın im Mai 1992. Zwischen 1993 und 1999 war Babajan Oberbefehlshaber der Streitkräfte der separatistischen „Republik Berg-Karabach“. Von Seiten der Karabacharmenier unterschrieb er im Mai 1994 das Protokoll von Bischkek über den Waffenstillstand, der das Ende der aktiven Kampfhandlungen zwischen armenischen und aserbaidschanischen Truppen in Berg-Karabach einläutete.
Im März 2000 kam es in Stepanakert zu einem bewaffneten Attentat gegen den „Präsidenten“ der „Republik Berg-Karabach“ Arkadi Ghukassjan. Babajan wurde als Drahtzieher beschuldigt und nach gerichtlicher Entscheidung zu 14 Jahren Freiheitsstrafe verurteilt. Ghukassjan, der den Anschlag schwerverletzt überlebte, begnadigte Babajan im September 2004.
Im November 2005 gründete Babajan eine neue politische Partei namens „Daschink“, die jedoch keine nennenswerten Erfolge verbuchen konnte.
2011 emigrierte Babajan nach Russland, kehrte aber fünf Jahre später wieder nach Armenien zurück. Im März 2017 nahm der armenische Sicherheitsdienst Babajan fest, mit der Begründung, er habe auf illegalem Wege Flugabwehrraketensysteme ins Land geschmuggelt. Sein Arrest kam nur wenige Wochen vor den Parlamentswahlen in Armenien. Babajan koordinierte die Wahlkampagne der ORO-Allianz (Ohanjan-Raffi-Oskanian-Achse), des Hauptherausforderers der Republikanischen Partei um den damaligen Präsidenten Sersch Sargsjan. Nach der Revolution in Armenien im April 2018, die den Sturz von Sersch Sargsjan zur Folge hatte, kam Babajan wieder frei.